# Дубовий гай (пам'ятка природи, Луцьк)
Дубо́вий гай — ботанічна пам'ятка природи місцевого значення в Україні. Розташована в межах міста Луцька (бульвар Івана Газюка).
Площа 1 га. Статус надано 1993 року за розпорядженням Волинської облради від 03.03.1993 № 18-р Перебуває у віданні комунального підприємства «Парки та сквери м. Луцька».
Статус надано для збереження невеликого лісового масиву (гаю) з насадженнями дуба.
У 2020 році у «Дубовому гаю» облаштували паркову зону: виклали бруківкою доріжки, встановили лавочки, смітники, облаштували освітлення та дитячий майданчик. З метою запобігання актів вандалізму, пошкодження комунального майна та хуліганських дій у 2021 році тут вирішили встановити камери відеонагляду.

## Галерея

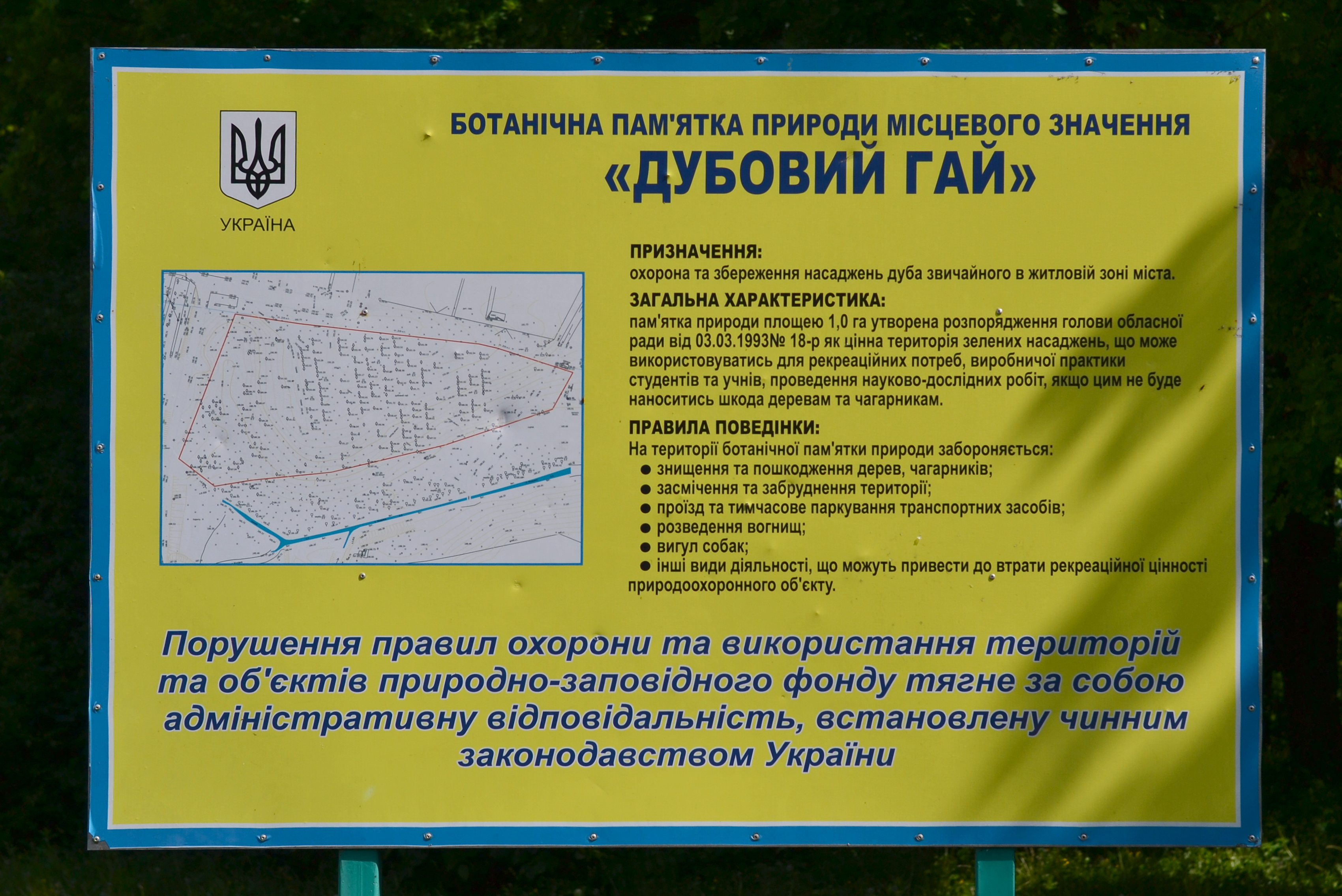
Інформаційна таблиця
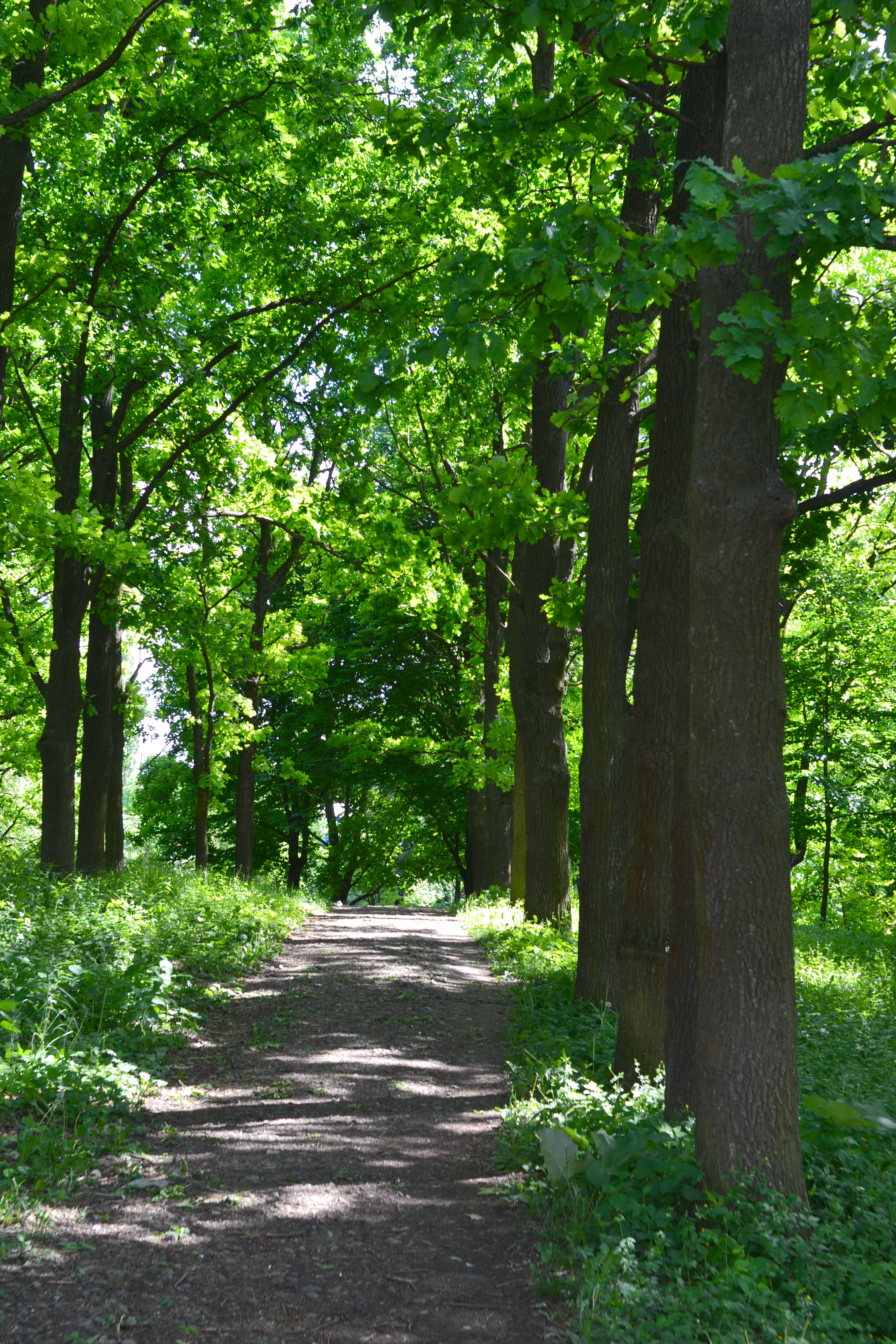
Алея
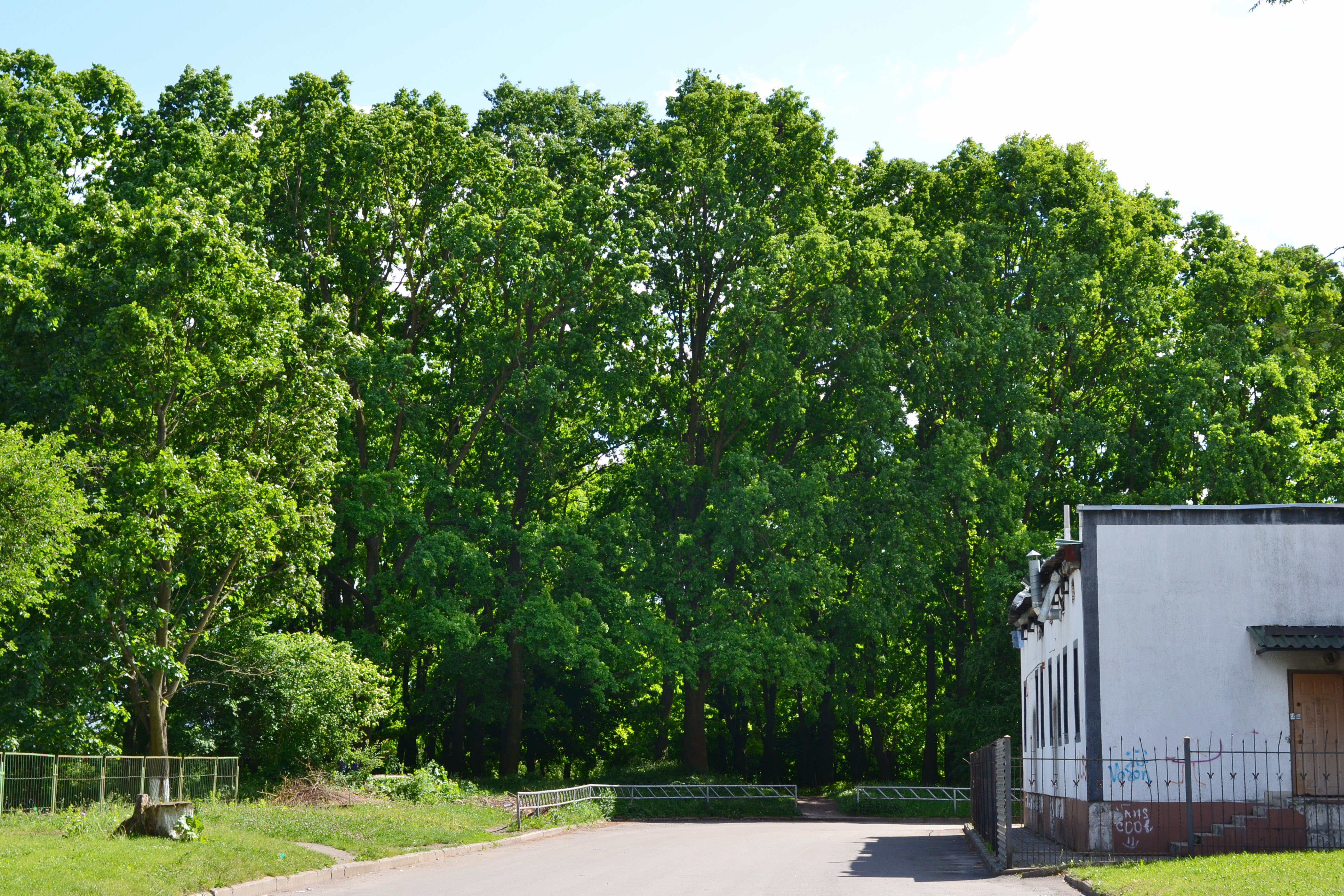
Вигляд з вул. Грабовського
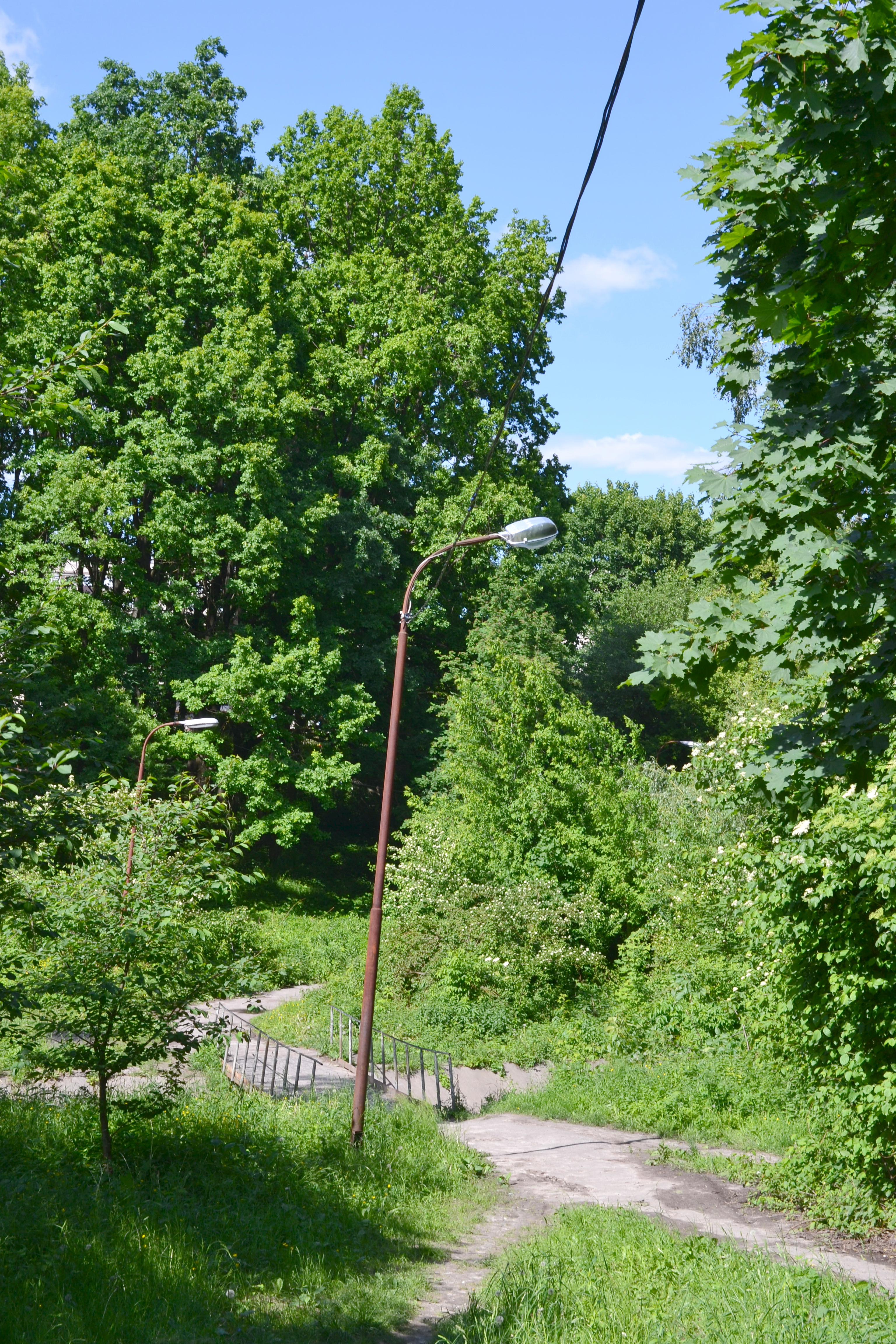
Вигляд з півдня
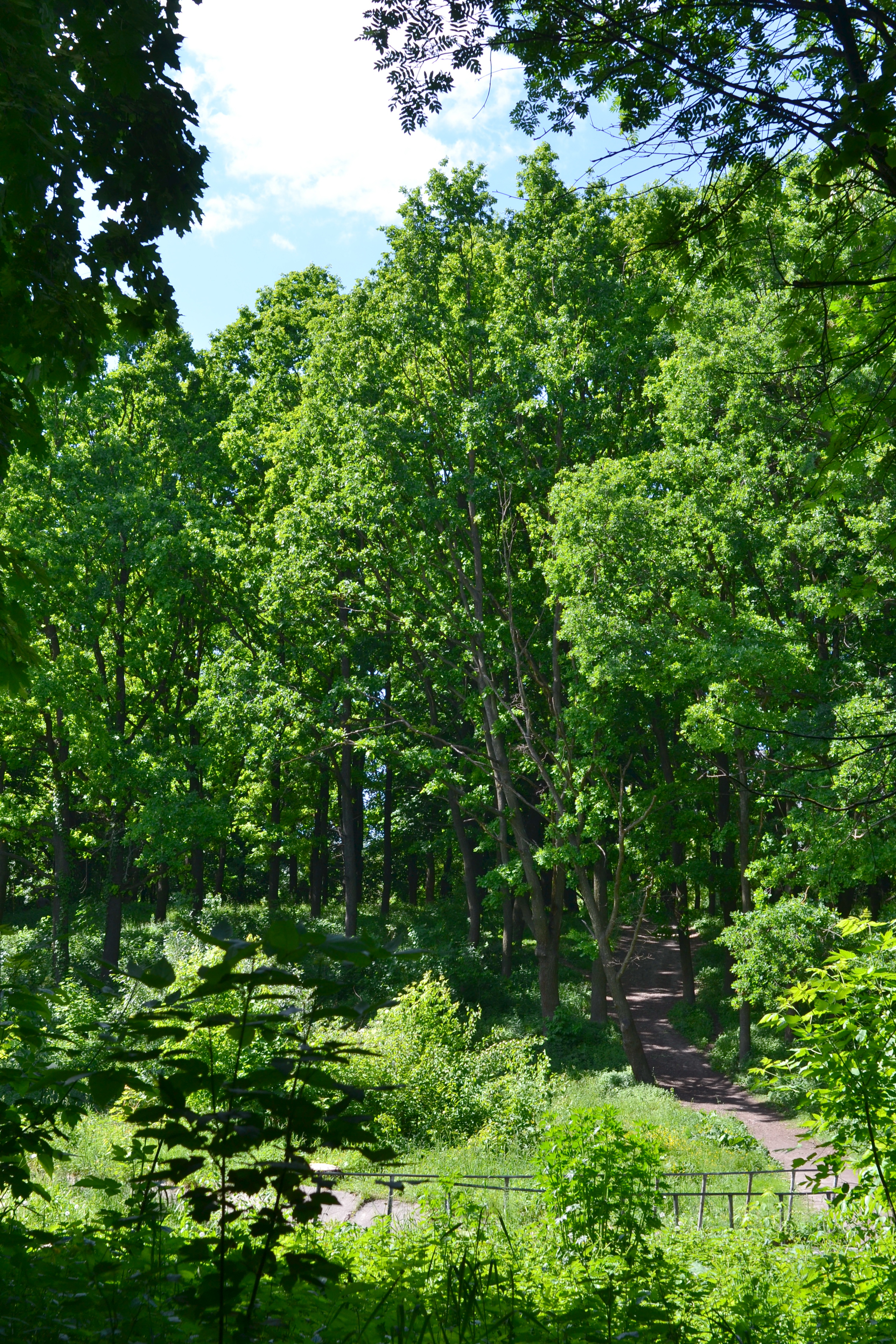
Вигляд від річки Жидувки